# تونت
تونت (انگلیسی: Tonet؛ زادهٔ ۲۸ آوریل ۱۹۷۹) بازیکن فوتبال اهل اسپانیا است.
از باشگاه‌هایی که در آن بازی کرده‌است می‌توان به باشگاه فوتبال فوئنلابرادا، باشگاه فوتبال سنت میرن، باشگاه فوتبال آلکورکون، و باشگاه فوتبال کامپوستلا اشاره کرد.